# Flaga Iraku
Flaga Iraku składa się z trzech poziomych pasów: czerwonego, białego i czarnego. Na białym polu znajduje się zielony napis ‏«الله أكبر»‎ (Allah Akbar – „Bóg jest wielki”) stylizowanym pismem arabskim.

## Historia
Od 1963 flaga miała barwy Flagi Wyzwolenia Arabów i trzy zielone gwiazdy, symbolizujące początkowo Irak, Syrię i Egipt dążące do zjednoczenia, a później jedność, wolność i tzw. socjalizm arabski.
W czasie I wojny w Zatoce Perskiej w 1991 roku Rewolucyjna Rada Dowódcza pod przewodnictwem Saddama Husajna postanowiła umieścić między gwiazdami słowa Allahu Akbar. W 2004 zmieniono wygląd napisu z pisma odręcznego Saddama na stylizowane pismo kufickie. W 2004 zaproponowano też zupełne nową flagę Iraku, jednak projekt ten nie przyjął się, nowa flaga była krytykowana między innymi za to, że była utrzymana w tonacji biało-niebieskiej i w rezultacie zbytnio przypominała flagę Izraela.
22 stycznia 2008 iracki parlament przyjął nowy, tymczasowy wzór flagi narodowej, czego domagali się Kurdowie, twierdząc, że dotychczasowa przypomina im okrucieństwa epoki Saddama Husajna. Kurdowie zagrozili też, że nie zgodzą się na wywieszenie dotychczasowej flagi na spotkaniu w marcu przywódców państw arabskich w Kurdystanie. Nowy wzór flagi zaczął obowiązywać 5 lutego 2008.
Z dotychczasowej czerwono-biało-czarnej flagi usunięte zostały trzy zielone gwiazdy symbolizujące od ponad 40 lat jedność, wolność i socjalizm arabski, pierwotne założenia ideowe zdelegalizowanej partii Baas Saddama Husajna. Pozostawiono natomiast słowa Allahu Akbar (zmieniono jednak kaligrafię napisu, wcześniej napis ten miał formę odręcznego pisma Saddama Husajna).
Zaaprobowana flaga obowiązywała przez rok. Przez ten czas parlament dyskutował nad jej ostatecznym wyglądem. Iracki deputowany i były minister kultury ogłosił 14 lipca 2008 konkurs na nową flagę narodową. Propozycje przyjmowane były do końca września 2008.

## Propozycje flag z 2008 roku
W styczniu 2008 przedstawiono propozycję flagi, z której usunięto trzy zielone gwiazdki (nawiązujące do reżimu partii Baas, w środek zaś wstawiono zieloną, ośmioramienną gwiazdę z żółtym okręgiem w środku, umiejscowioną pośrodku napisu "Allahu Akbar", napisany stylizowanym pismem kufickim. Żółty kolor stanowił odniesienie do tradycji Kurdystanu.
Inny projekt z tego okresu zakładał pozostawienie 3 zielonych gwiazdek, których znaczenie miało ulec zmianie – miały one symbolizować pokój, tolerancję oraz sprawiedliwość. Żółty kolor napisu "Allahu Akbar" miał stanowić nawiązanie do tradycji irackich Kurdów.

## Flagi Iraku
Flagi historyczne Iraku:

Flaga Królestwa Iraku używana w latach 1921–1959 (proporcje 1:2)
Flaga używana w latach 1959–1963 (proporcje 1:2)
Flaga z lat 1963–1991 (proporcje 2:3)
Flaga Iraku z lat 1991–2004
Flaga Iraku z lat 2004–2008

Propozycje flag:

Kontrowersyjna propozycja nowej flagi Iraku z 2004 roku; projekt odrzucono
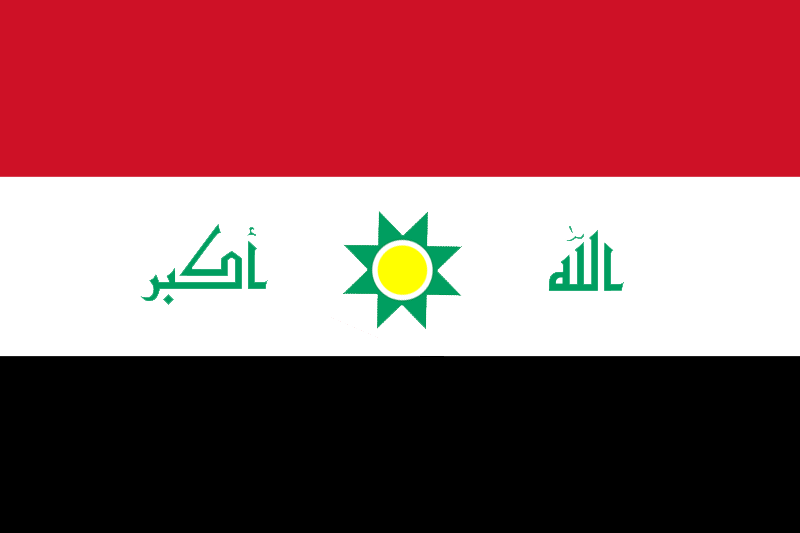
Pierwsza propozycja flagi z 2008 roku
Druga propozycja flagi z 2008